# Лесное Матюнино
Лесно́е Матю́нино — село в составе Кузоватовского района Ульяновской области, центр сельской администрации (бывшего Сенгилеевского уезда Симбирской губернии). Находится в 25 км к юго-западу от районного центра (р. п. Кузоватово), на реке Темрязанке.

## История
Возникло в конце XVII века. Название село получило по фамилии симбирских дворян Матюниных, ранее оно называлось Богородское.
Храм был построен прихожанами в 1758 году. Престолов в нем было три: главный — в честь Казанской иконы Божией Матери и в приделах: в одном во имя Святителя и Чудотворца Николая и в другом во имя св. благоверного князя Александра Невского. Церковь именовалась Казанской. В настоящее время остался только фундамент.
При создании Симбирского наместничества в 1780 году, село Богородское Матенино тож, однодворцев, помещичьих крестьян, которое вошло в состав Канадейского уезда.
В 1859 году село Лесное Матюнино (Богородское) и деревня Васильевка (здесь была суконная фабрика), которые входили в состав Сенгилеевского уезда Симбирской губернии.
В 1894 году в селе была открыта церковно-приходская школа (до этого было начальное училище).
В 1900 году здесь было 233 двора, население — 687 мужчин и 749 женщин, в 1913 году — 809 дворов, 1316 жителей (русские).

## Достопримечательности
В Перечне объектов культурного наследия (памятники истории и культуры), расположенных на территории Ульяновской области (Кузоватовский район) и, в соответствии с Распоряжением Главы администрации Ульяновской области от 29.07.99. № 959-р стоит на государственной охране со статусом выявленный (Фундамент утраченной церкви Казанской Божьей Матери (православный приходской двухпрестольный храм), середина XVIII века.
В Перечне объектов культурного наследия с тем же статусом выявленный на охране государства стоит объект культурного наследия (памятник истории и культуры) Ансамбль Лесо-Матюнинской суконной фабрики Котова (конец XIX в.):
- Здание производственного корпуса суконной фабрики (1889 год).
- Здание конторы фабрики. 1889 год.
- Здание хозяйственного корпуса фабрики (склад готовой продукции). 1889 год.
- Здание хозяйственного корпуса (склад сырья). 1889 год.
- Дом жилой фабриканта (управляющего). Конец XIX века.

Ранее фабрика принадлежала Толстошеевым.
Кроме суконной фабрики в селе были винокуренный завод землевладельцев: Иванова, Рязанова, Чадаева, лесопильный завод Торгового дома Карповых, паточный завод Епишина Алексея Григорьевича.
- Родник[6].
- Родник[7].
- Родник[8].

## Население
| 2010 |
| ---- |
| 564  |

В селе родился Герой Советского Союза Николай Харитонов.

## Инфраструктура
С 1996 в селе появились школа, клуб, медпункт и спиртзавод ООО «Красный Пахарь» (ныне не действует). В селе имеются школа, дом культуры клуб, библиотека и медпункт. Также, с 1999 г. здесь располагается отделение клинического госпиталя инвалидов войны, круглосуточный стационар (гериатрический центр).
Проведены газоснабжение, центральное водоснабжение, электроснабжение и телефонизация села.

## Улицы
ул. Б.Бестужевка, ул. Бутырки, ул. Заводская, ул. Заречная, ул. Комиссаровка, ул. М.Бестужевка, ул. Медяна, п. Мирный, ул. Молодежная, ул. Н.Больница, ул. Неклюдовка, ул. Площадь Победы, ул. Почтовая, ул. Ст.Больница, ул. Ушаковка, ул. Хлебная, ул. Чаплановка, ул. Юдовка.